# Württembergische Weinkönigin
Die Württembergische Weinkönigin (auch Württemberger Weinkönigin) ist die auf jeweils ein Jahr gewählte Repräsentantin des deutschen Weinbaugebiets Württemberg. Im Auftrag des Weinbauverbands Württemberg, der die Wahl veranstaltet, repräsentiert sie als Teil von dessen Öffentlichkeitsarbeit den regionalen Weinbau und ist während ihrer Amtszeit auf Veranstaltungen rund um den Weinbau präsent.
Kandidatinnen sollten mindestens 18 Jahre alt sein und über Kenntnisse des Weinbaus in Württemberg verfügen. Gewählt wird die Württembergische Weinkönigin jeweils im Herbst. Aus den weiteren Teilnehmerinnen der Wahl werden ein bis drei Württembergische Weinprinzessinnen ernannt, die die Weinkönigin bei ihren Aufgaben unterstützen. Wie alle Weinköniginnen der deutschen Weinanbaugebiete ist die Württembergische Weinkönigin automatisch Kandidatin bei der Wahl zur Deutschen Weinkönigin, die bisher viermal aus Württemberg kam.
Württembergische Weinkönigin 2019/2021 ist Tamara Elbl aus Untersteinbach (der Weinbauverband Württemberg verlängerte am 10. Juli 2020 die Amtszeit seiner Weinhoheiten bis 2021).

## Liste der Württembergischen Weinköniginnen
Die Liste der Württembergischen Weinköniginnen enthält deren jeweiligen Herkunftsort und (in Klammern) ihre heutigen Namen.
| Amtszeit  | Württembergische Weinkönigin                                                  |
| --------- | ----------------------------------------------------------------------------- |
| 2023/2024 | Larissa Salcher, Bretzfeld-Scheppach                                          |
| 2022/2023 | Carolin Häußer (später Golter), Winnenden                                     |
| 2019/2021 | Tamara Elbl, Untersteinbach                                                   |
| 2018/2019 | Julia Sophie Böcklen, Kleingartach und Deutsche Weinprinzessin 2019/2020      |
| 2017/2018 | Carolin Klöckner, Vaihingen/Enz-Gündelbach und Deutsche Weinkönigin 2018/2019 |
| 2016/2017 | Andrea Ritz, Markgröningen                                                    |
| 2015/2016 | Mara Walz, Vaihingen/Enz-Ensingen und Deutsche Weinprinzessin 2016/2017       |
| 2014/2015 | Stefanie Schwarz, Stuttgart-Untertürkheim                                     |
| 2013/2014 | Theresa Olkus, Markelsheim                                                    |
| 2012/2013 | Nina Hirsch, Leingarten                                                       |
| 2011/2012 | Petra Hammer, Stuttgart-Untertürkheim                                         |
| 2010/2011 | Karolin Harsch, Güglingen                                                     |
| 2009/2010 | Juliane Nägele, Hessigheim                                                    |
| 2008/2009 | Christl Schäfer, Fellbach und Deutsche Weinprinzessin 2009/2010               |
| 2007/2008 | Mirjam Kleinknecht, Schwaigern                                                |
| 2006/2007 | Miriam Heckel, Brackenheim-Stockheim                                          |
| 2005/2006 | Elisabeth Berthold, Neckarsulm                                                |
| 2004/2005 | Andrea Schoch (später Gruber), Talheim (später Obersulm-Eschenau)             |
| 2003/2004 | Christine Warth (später Warth-Bürkle), Stuttgart-Untertürkheim                |
| 2002/2003 | Ramona Zaiß (später Fischer), Heilbronn                                       |
| 2001/2002 | Friedrun Schwerdtle, Hochdorf an der Enz                                      |
| 2000/2001 | Carina Läpple (später Barth), Ilsfeld                                         |
| 1999/2000 | Silke Raasch (später Amann), Dörzbach                                         |
| 1998/1999 | Cornelia Pfitzenmaier, Besigheim                                              |
| 1997/1998 | Maren Schlitter, Fellbach                                                     |
| 1996/1997 | Regina Mändle, Reutlingen                                                     |
| 1995/1996 | Anja Mayer (später Luckert), Schorndorf                                       |
| 1994/1995 | Christina Häußermann, Fellbach                                                |
| 1993/1994 | Grit Seber (später Seber-Kraft), Ingelfingen-Criesbach                        |
| 1992/1993 | Claudia Rüber, Schwaigern-Stetten am Heuchelberg                              |
| 1991/1992 | Manuela Merz, Sternenfels                                                     |
| 1990/1991 | Birgit Oesterle, Weinstadt-Schnait                                            |
| 1989/1990 | Petra Seiter, Ellhofen                                                        |
| 1988/1989 | Susanne Gaufer (später Schmezer), Ingelfingen                                 |
| 1987/1988 | Annerose Volzer (später Tschürtz), Fellbach                                   |
| 1986/1987 | Helga Drauz* (später Drauz-Oertel), Heilbronn                                 |
| 1985/1986 | Sonja Nonnenmacher (später Faltum), Vaihingen an der Enz                      |
| 1984/1985 | Karoline Rembold (später Steinle), Lauffen am Neckar                          |
| 1983/1984 | Carola Geiger* (später Geiger-Kaiser), Weinsberg-Grantschen                   |
| 1982/1983 | Monika Kurz (später Mainka), Heilbronn-Sontheim                               |
| 1981/1982 | Monika Essig (später Essig-Schmirk), Cleebronn                                |
| 1980/1981 | Gudrun Kohler (später Grötzinger), Brackenheim-Dürrenzimmern                  |
| 1979/1980 | Heide(marie) Nollenberger (später Gaiser), Kirchheim am Neckar                |
| 1978/1979 | Magda Schmitt (später Krapp), Bad Mergentheim-Markelsheim                     |
| 1977/1978 | Rita Ostholt, Lehrensteinsfeld-Hößlinsülz                                     |
| 1976/1977 | Friedlinde Gurr* (später Gurr-Hirsch), Untergruppenbach                       |
| 1975/1976 | Jutta Rothas (später Müller), Talheim                                         |
| 1974/1975 | Ilona Keck (später Schilling), Niedernhall                                    |
| 1972–1974 | Ilse Eberbach (später Rieder-Eberbach), Lauffen am Neckar                     |
| 1966/1967 | Margot Leiser (später Zipf), Bessenbach                                       |
| 1962      | Karin Dichiser (später Schwaiger), Weingarten                                 |
| 1960–1962 | Marianne Fingerle (später Rapp), Esslingen am Neckar                          |
| 1958/1959 | Ruth Currle (später Eisele-Eisenbraun), Stuttgart-Uhlbach                     |
| 1955–1958 | Hildegard Diebold (später Rühl), Mühlhausen                                   |
| 1954      | Paula Striffler (später Melchior), Kochersteinsfeld                           |
| 1952      | Anneliese Reichert (später Stemmler), Bad Rappenau                            |
| 1951      | Hildegard Seiz (später Späth), Flein                                          |
| 1950      | Martha Gohl (später Knobloch), Stuttgart                                      |

* später zur Deutschen Weinkönigin gewählt